# Hańsk Drugi
Hańsk Drugi – wieś w Polsce położona w województwie lubelskim, w powiecie włodawskim, w gminie Hańsk.
| SIMC    | Nazwa | Rodzaj    |
| ------- | ----- | --------- |
| 0103496 | Leć   | część wsi |

W latach 1975–1998 miejscowość administracyjnie należała do województwa chełmskiego.
Wieś jest sołectwem w gminy Hańsk. Według Narodowego Spisu Powszechnego z roku 2011 wieś liczyła 69 mieszkańców.
Do roku 1967 miejscowość byłą częścią wsi Hańsk. Po podziale powstały mające status sołectwa wsie: Hańsk Pierwszy, Hańsk  Drugi i Hańsk-Kolonia.